# بیرینجی صمدخان‌لی
بیرینجی صمدخان‌لی (به ترکی آذربایجانی: Birinci Səmədxanlı) یک منطقه مسکونی در جمهوری آذربایجان است که در شهرستان ماساللی واقع شده‌است.

## جمعیت
بیرینجی صمدخان‌لی ۹۲۲ نفر جمعیت دارد.
عده‌ای از اهالی بیرینجی صمدخان‌لی در قرن نوزدهم که در آن زمان صمدخان‌لی نامیده می‌شد، از روستای خود به مکانی که امروز ایکینجی صمدخان‌لی نام دارد، مهاجرت کردند و آن را پایه‌گذاری کردند.